# Trachea kawadai
Trachea kawadai är en fjärilsart som beskrevs av Shigero Sugi 1955. Trachea kawadai ingår i släktet Trachea och familjen nattflyn. Inga underarter finns listade i Catalogue of Life.